# Shikotsu-See
Der Shikotsu-See (jap. 支笏湖, Shikotsu-ko) ist ein Kratersee auf der japanischen Insel Hokkaidō. Er befindet sich südlich von Sapporo im Shikotsu-Tōya-Nationalpark, auf dem Stadtgebiet von Chitose. Der See ist 78,48 km² groß und liegt auf einer Höhe von 247 m T.P..

## Geographie und Geologie

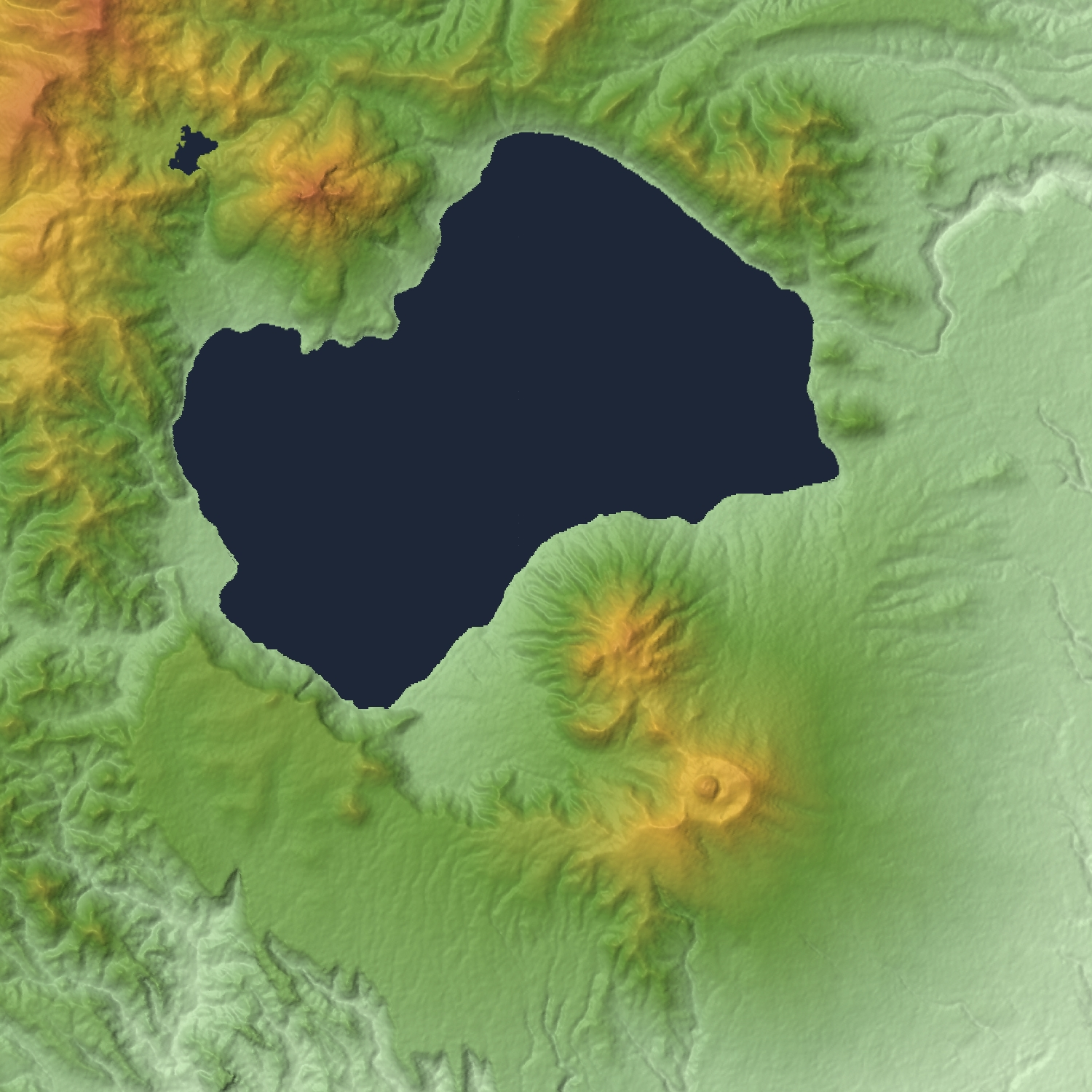
Reliefkarte

Der Umfang des Sees beträgt etwa 40 km, seine mittlere Tiefe 265,4 m und seine maximale Tiefe 360,1 m. Damit ist der Shikotsu-See der zweittiefste See nach dem Tazawa-See in der Präfektur Akita. Gemessen an der Fläche ist er der achtgrößte See Japans und der zweitgrößte Kratersee des Landes, nur übertroffen vom Kussharo-See im Osten Hokkaidōs. Aufgrund der beträchtlichen Tiefe entspricht das Wasservolumen von 20,9 km³ etwa drei Viertel von jenem des Biwa-Sees (Japans größtem See), obwohl die Fläche neunmal kleiner ist. Diese Faktoren tragen dazu bei, dass die Wassertemperatur über das Jahr relativ konstant ist. Der Shikotsu-See ist aus diesem Grund der nördlichste eisfreie See Japans. Zuflüsse sind die Bäche Bifue, Okotanpe, Ninaru und Furenai, der Abfluss erfolgt über den Chitose.
Drei aktive Vulkane umgeben den Shikotsu-See: der Eniwa im Norden sowie der Fuppushi und der Tarumae im Süden. Die Caldera entstand im Pleistozän vor etwa 31.000 bis 34.000 Jahren, als der Grund zwischen den entstehenden Vulkanen absank. Dazit, Rhyolith und Andesit sind die am häufigsten vorkommenden Gesteine.

## Name
In der Ainu-Sprache heißt der See Shikot, was Senke oder Mulde bedeutet. Für die japanischen Behörden klang dies zu ähnlich wie Shikotsu (死骨, „tote Knochen“). Sie versuchten einen anderen Namen einzuführen, der sich jedoch nicht durchsetzen konnte.

## Verkehr und Tourismus
Die Nationalstraße 276 verläuft entlang dem südlichen Seeufer und verbindet Date mit Tomakomai. Von dieser zweigt die Nationalstraße 453 ab, die dem Nordostufer folgt und die Verbindung mit Sapporo herstellt. Im Sommer führen Buslinien zum Bahnhof von Chitose und zum Flughafen Neu-Chitose. Seit 1955 verkehren Ausflugsschiffe auf dem See; Betreiber ist seit 2014 das Tourismusunternehmen Kamori Kankō. Von 1908 bis 1951 bestand die vom Papierkonzern Ōji Seishi betriebene Ōji-Kleinbahn vom östlichen Ende des Sees zum Bahnhof Tomakomai; sie hatte eine Spurweite von 762 mm.
Der Shikotsu-See ist eine der Hauptregionen des Shikotsu-Tōya-Nationalparks. Vor allem das Ostufer ist touristisch erschlossen, mit Campingplätzen, Besucherzentrum, Jugendherberge und Aussichtspunkten. An zahlreichen Orten dieser vulkanisch aktiven Gegend tritt heißes Wasser aus und wird in mehreren Onsen-Bädern genutzt.

## Bilder

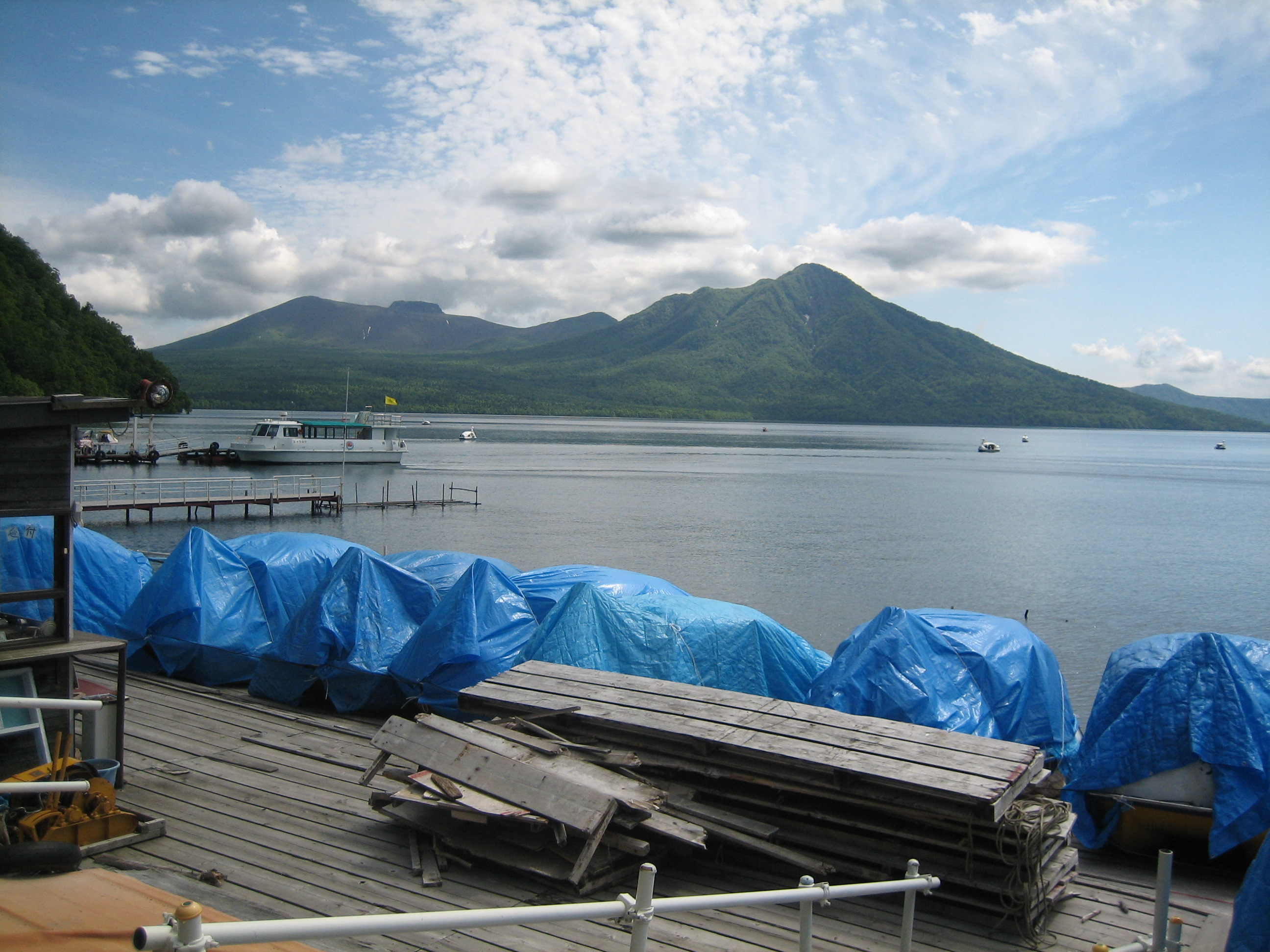
Anlegestelle, hinten der Vulkan Tarame
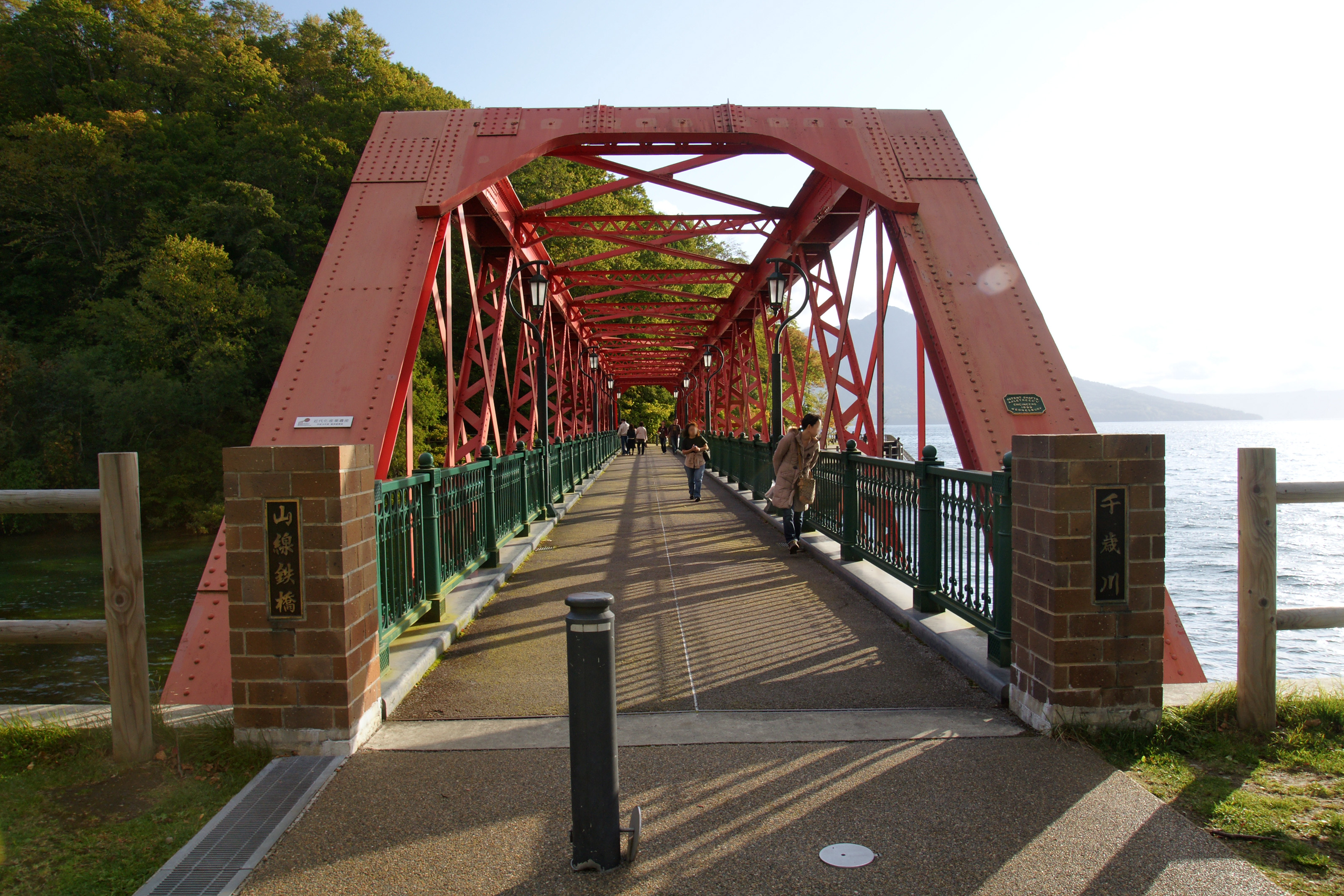
Eisenbrücke über den Fluss Chitose
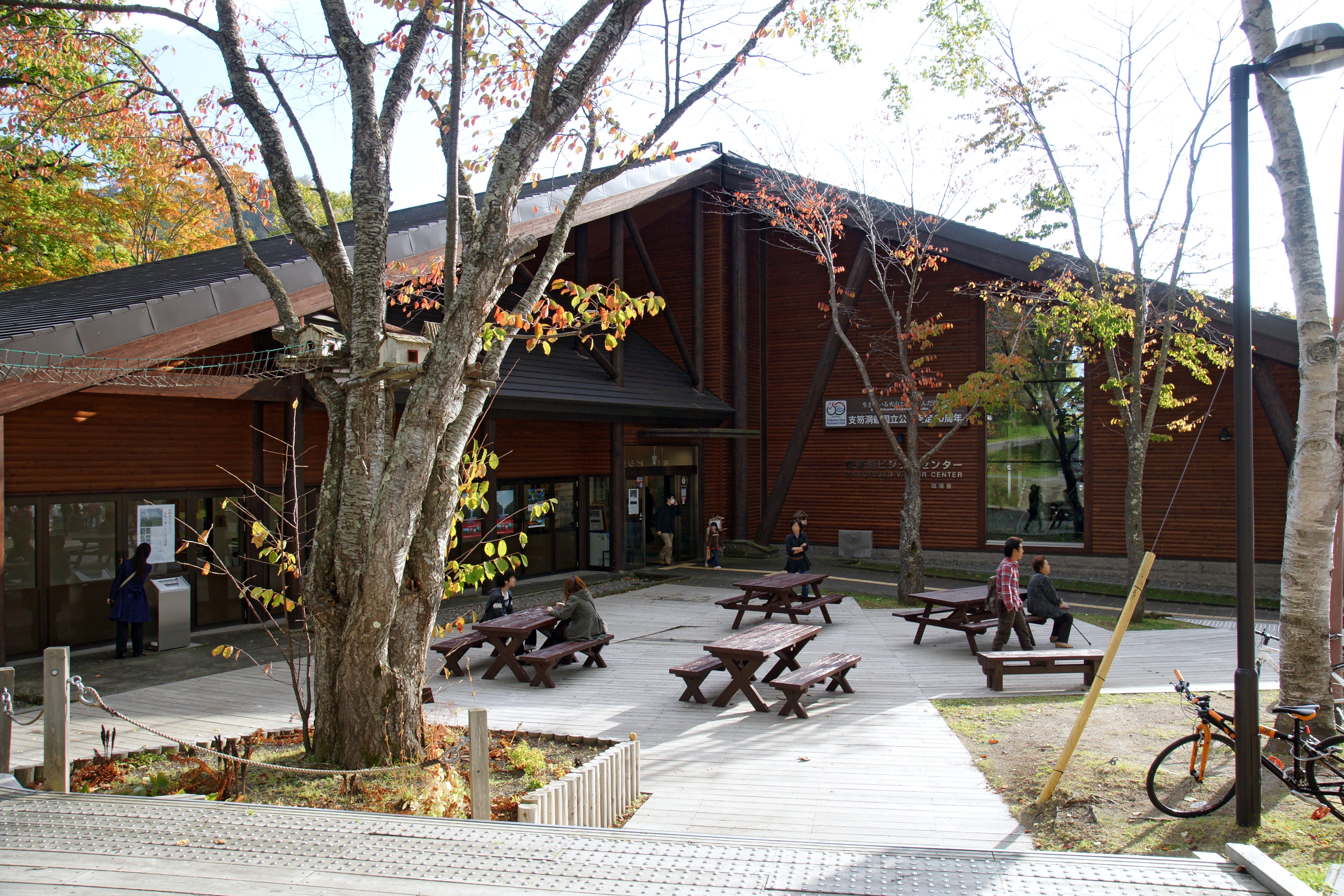
Besucherzentrum
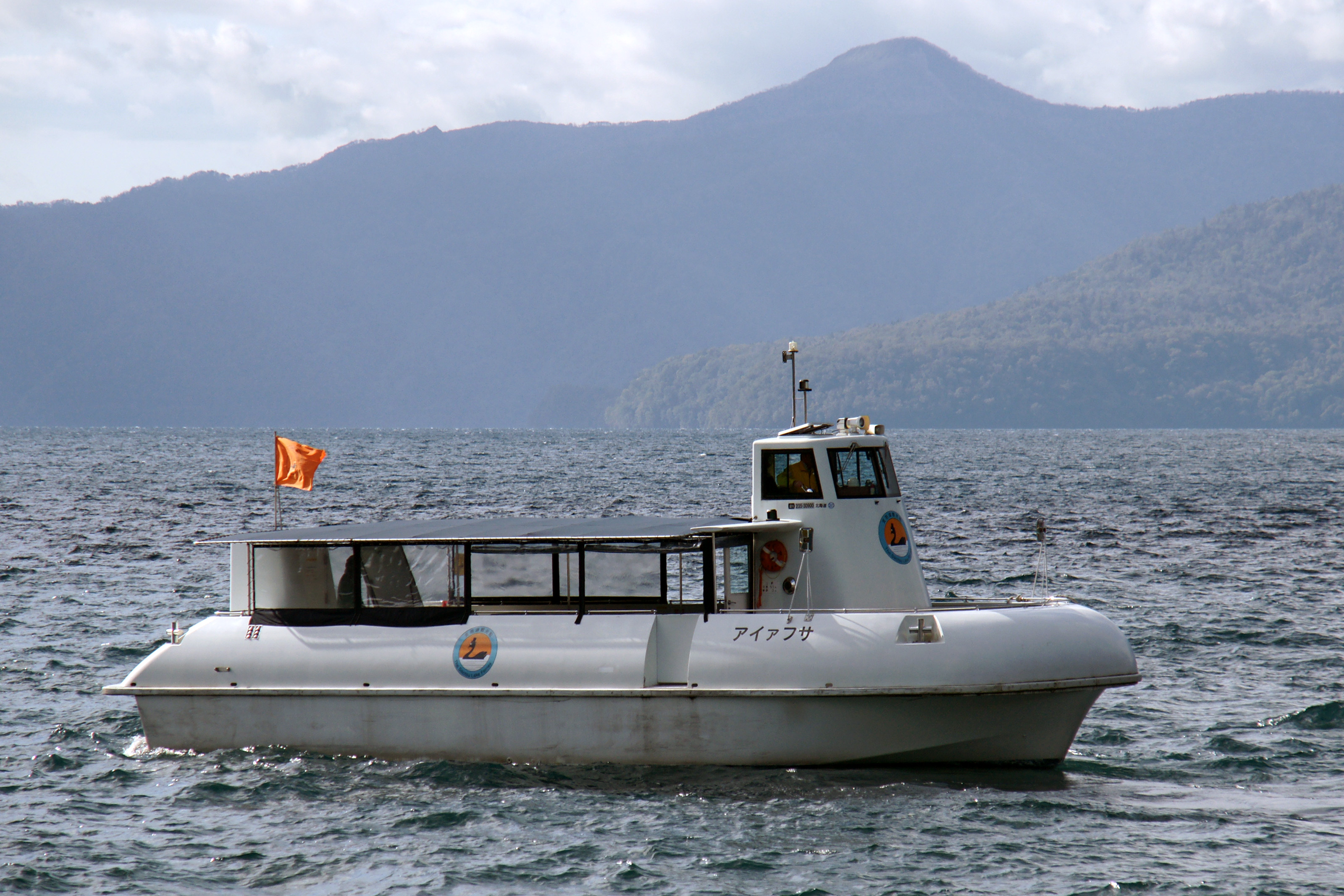
Ausflugsschiff auf dem Shikotsu-See
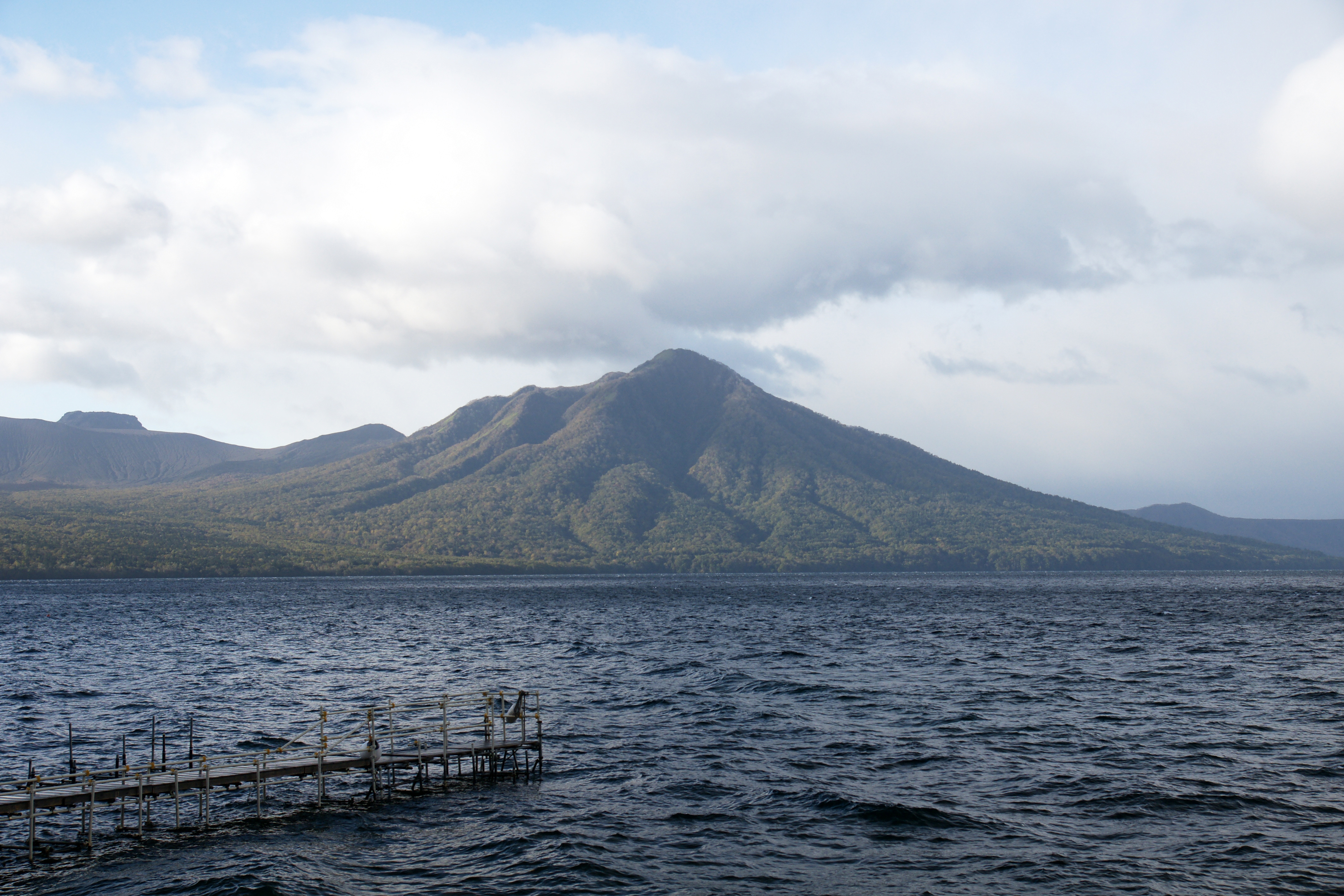
Blick auf den Fuppushi
- Shikotsu-See im Sommer